# Gaivota-fuliginosa

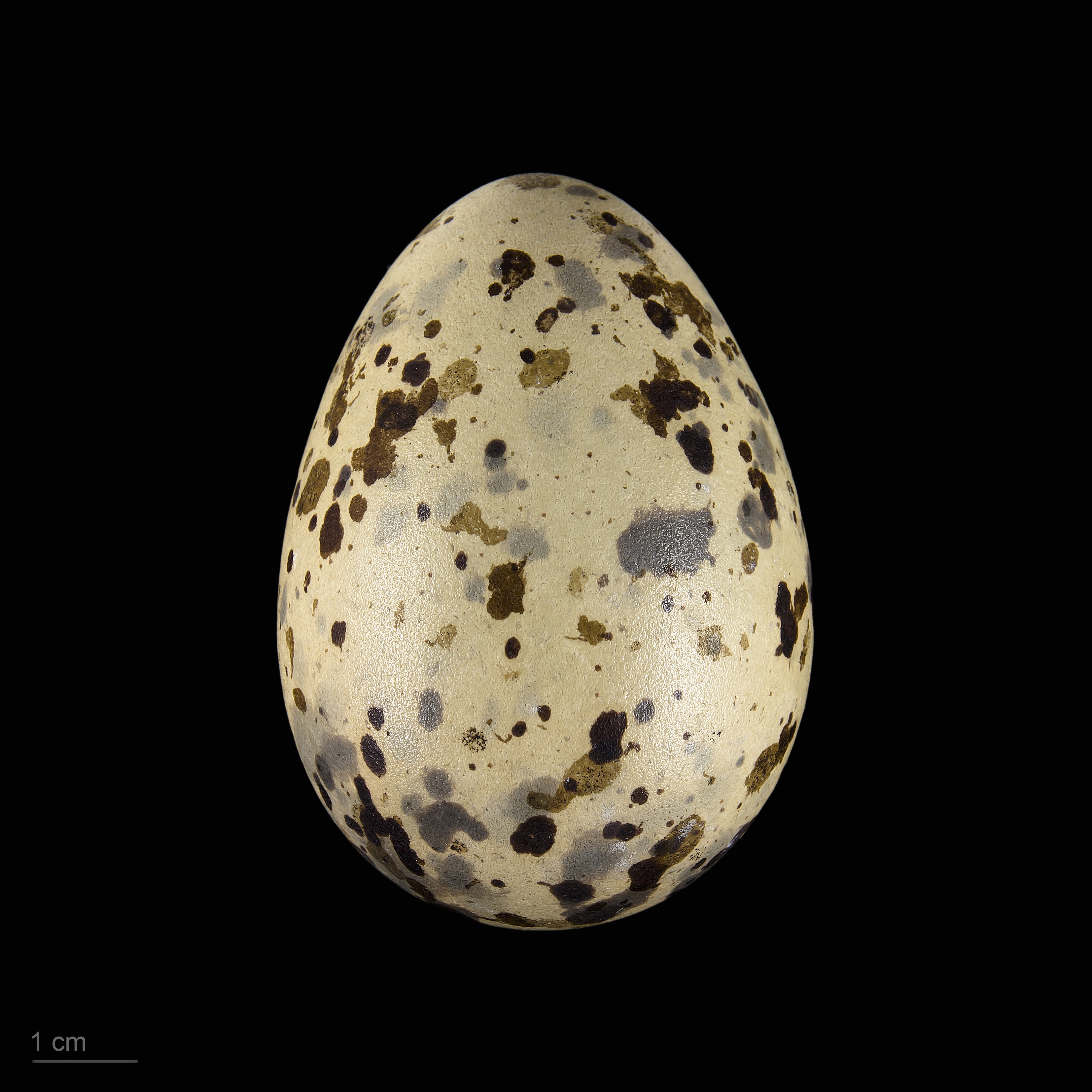
oeufs de Ichthyaetus hemprichii - MHNT

A gaivota-fuliginosa (Ichthyaetus hemprichii) é uma ave pertencente à família dos larídeos.

## Características
Os juvenis demoram três anos em alcançar a plumagem de adulto. Quase todo o corpo é de cor acinzentado escuro com excepção da parte inferior do corpo e uma pequena linha do pescoço, ambas de cor branca. O bico é maior do que as restantes gaivotas, e destaca-se pela sua cor esverdeada. Habita exclusivamente no litoral. Omnívora, por vezes também se alimenta de ovos.

## Distribuição
Procria de julho a setembro desde o Sul do mar Vermelho até ao golfo Pérsico. No inverno viaja até ao Canal do Suez.